# Apalus bimaculatus
Apalus bimaculatus is een keversoort uit de familie van de oliekevers (Meloidae). De wetenschappelijke naam is gepubliceerd in 1760 door Linnaeus.